# Кривченко Георгій Олексійович
Кривченко Георгій Олексійович (* 16 травня 1883, Кибинці — 1960, Київ) — український економіст, економіко-географ, доктор політичної економії, професор Київського національного університету імені Тараса Шевченка.

## Біографія
Народився 1883 року в селі Кибинцях Полтавської губернії, тепер Полтавської області. Закінчив 1906 року економічний відділ Санктпетербурзького політехнічного інституту. У 1909 році закінчив навчання на факультеті державного господарства Мюнхенського університету, де було присуджено вчений ступінь доктора політичної економії. У 1906—1911 роках працював у Німеччині. Після повернення в Росію керував бюджетним дослідженням селянських господарств Пензенської губернії у 1913—1914 роках. У 1915—1917 роках працював в особовій раді з продовольства і в Міністерстві продовольства. У 1918—1919 роках керував статистичним відділом Міністерства торгівлі і промисловості у Києві. У 1919—1920 роках керував роботами демографічного інституту ВУАН. У 1920—1922 роках професор статистики Саратовського інституту народного господарства і Саратовського університету. У 1922—1931 роках професор кафедри економічної географії та світового господарства Київського інституту народної освіти. У 1928—1931 роках старший науковий співробітник ВУАН. У 1931—1932 роках професор кафедри економічної географії та статистики Полтавського технологічного інституту м'ясної промисловості. У 1932—1933 роках керівник економічної групи в Бюро Великої Волги (Москва). У 1941—1943 роках завідувач відділом економічної географії, у 1943—1944 старший науковий співробітник науково-дослідного інституту географії. У 1944—1949 роках професор кафедри економічної географії Київського університету. Докторська дисертація рос. «География сельского хозяйства Центрального Полесья и его основные проблемы (опыт анализа его узких мест и путей их преодоления)» захищена у 1951 році.

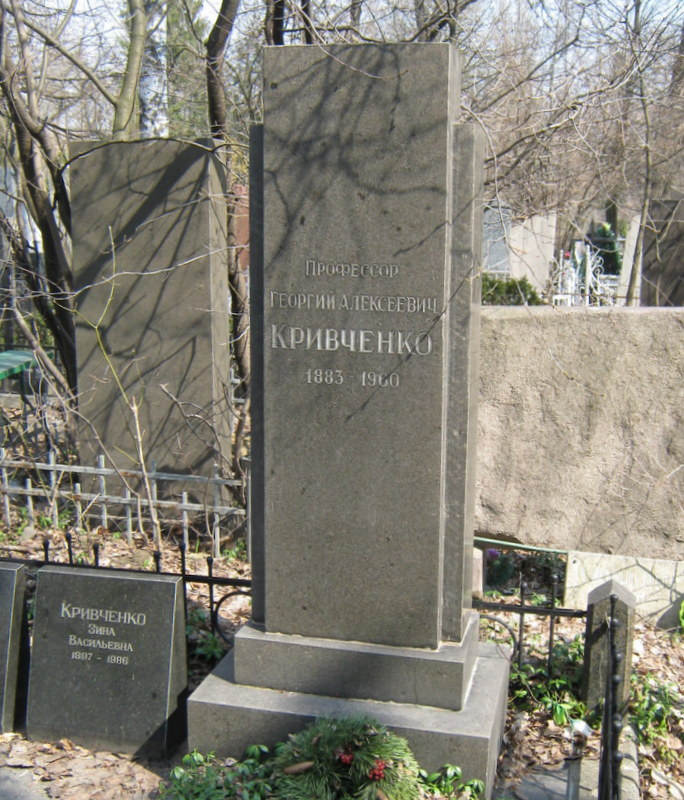
Могила Георгія Кривченка

Помер в 1960 році. Похований в Києві на Байковому кладовищі.

## Наукові праці
Сфера наукових інтересів: статистичні дослідження, проблеми розвитку торгівлі України, сільське господарство України. Автор 20 наукових праць, 7 посібників і підручників. Основні праці:
- Збірник статистичних відомостей по народному господарству України. — К., 1919.
- (рос.) Производство масличных семян и маслобойная промышленность Украины. — К., 1919.
- (рос.) Внутренний грузооборот и внешняя торговля Украины. — К., 1923.
- Нариси світового господарства. — К., 1928.
- Словник економічної термінології. — К., 1929.